# Mamma Mirabelle
Mamma Mirabelle (Mama Mirabelle's Home Movies) è una serie animata prescolare anglo-americana del 2007, prodotta da King Rollo Films e National Geographic Kids. In Regno Unito la serie debutta il 19 marzo 2007 al 18 gennaio 2008 su CBeebies, mentre in Italia viene trasmessa su Playhouse Disney dal 30 marzo 2009 ed in chiaro su Rai 2 dal 3 marzo successivo.

## Trama
Mama Mirabelle è una femmina di elefante, che viaggia in tutto il mondo, per realizzare filmati di animali, che verranno poi proiettati su uno schermo di lucciole, davanti agli animali della savana, tra cui figurano Max (figlio di Mamma Mirabelle), il ghepardo Bo e la zebra Carla. La serie ha un intento educativo ed istruttivo, dato che i filmati sono pensati per far conoscere il mondo animale ai bambini più piccoli, che guardano la serie.

## Personaggi e doppiatori
| Personaggi      | Doppiatore inglese | Doppiatore italiano  |
| --------------- | ------------------ | -------------------- |
| Mamma Mirabelle | Floella Benjamin   | Antonella Rinaldi    |
| Max             | Phillipa Alexander | Antonella Baldini    |
| Bo              | Teresa Gallagher   | Mirko Cannella       |
| Carla           | Jules de Jongh     | Benedetta Ponticelli |